# آناپورنا جنوبی
آناپورنا جنوبی (به لاتین: Annapurna South) یک کوه در نپال است که در Dhaulagiri Zone واقع شده‌است. آناپورنا جنوبی ۷٬۲۱۹ متر بالاتر از سطح دریا واقع شده‌است.